# Lisa Fournet-Fayard
Lisa Fournet-Fayard, née le 5 octobre 1997, est une skieuse de vitesse française.

## Biographie
Elle est la fille de Marc Fournet-Fayard. Elle a commencé le ski alpin dès l'âge de 3 ans et, au sein du ski-cub de Besse, elle y a atteint un excellent niveau  (26e française en U18). Elle a aussi acquis un important palmarès en ski citadin : plusieurs fois championne de France citadine en slalom et super G, 2 podiums à la Young Citizen Cup, une 4e place au Critérium mondial citadin U18 en 2014. 
En 2015, elle découvre le ski de vitesse à l'occasion d'une épreuve promotionnelle qui la qualifie pour le championnat de France. Elle devient cette année-là championne de France U18 et décide de poursuivre sa carrière sportive dans le ski de vitesse.
Dès 2016 elle dispute la Coupe du monde SDH Juniors (qui se court avec des équipements de descente de ski alpin). L'année suivante en 2017, elle prend la 2e place de cette Coupe du monde Junior. En 2018, elle obtient une licence STAPS.
Elle passe à la catégorie-reine S1 (Speed One) à partir de la saison 2019. Elle prend la 7e place de la Coupe du monde, la 10e des championnats du monde, et devient vice-championne de France en 2019.
Fin janvier 2022, à Vars elle devient Championne de France S1 devant Cléa Martinez. Trois jours plus tard, sur la même piste elle prend la 7e place des Championnats du monde S1.
En coupe du monde 2022, elle prend part à 4 des 7 courses de cette édition. Elle s'y classe à chaque fois en 4e position. Elle finit 5e du classement général de cette édition.

## Palmarès

### Championnats du monde (S1)
| Édition            | Classement |
| ------------------ | ---------- |
| Mondiaux 2019 Vars | 10e        |
| Mondiaux 2022 Vars | 7e         |

### Coupe du monde (S1)
- Meilleur classement général : 5e en 2022.
- Meilleur résultat sur une épreuve : 4e à Salla en 2022 (2 fois) et 4e à Grandvalira en 2022 (2 fois)

| Saison | Classement | Points |
| ------ | ---------- | ------ |
| 2019   | 7e         | 185    |
| 2020   | 9e         | 97     |
| 2022   | 5e         | 200    |

### Championnats de France (S1)
| Édition              | Classement |
| -------------------- | ---------- |
| 2019 Villard-de-Lans | Argent     |
| 2022 Vars            | Or         |

### Championnats du monde juniors (SDH)
| Édition                 | Classement |
| ----------------------- | ---------- |
| Mondiaux 2017 Idrefjäll | 6e         |

### Coupe du monde juniors (SDH)
- Meilleur classement général : 2e en 2017.
- Meilleur résultat sur une épreuve : 2e à Sun Peaks en mars 2017

| Saison | Classement | Points |
| ------ | ---------- | ------ |
| 2016   | 5e         | 155    |
| 2017   | 2e         | 370    |

### Record personnel
- S1 : 191,28 km/h en 2019 à Vars